# Stazione di Pré-Saint-Didier
La stazione di Pré-Saint-Didier è una fermata ferroviaria, capolinea della linea Aosta - Pré-Saint-Didier, situata nell'omonimo comune. Risulta priva di traffico dal 2015.

## Storia

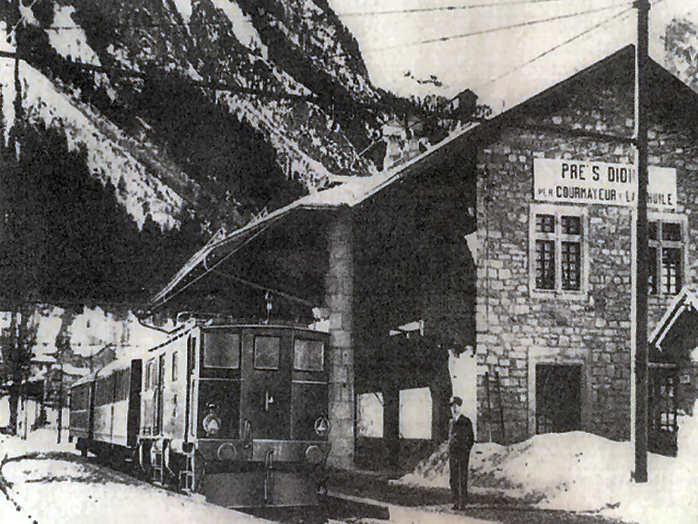
Foto della stazione presa tra il 1928 e il 1931

La stazione venne inaugurata il 28 ottobre 1929 contestualmente all'apertura della linea ad opera della società Ferrovia Aosta–Pré-St-Didier (FAP), azienda collegata alla Cogne.
Il 16 ottobre 1931, l'esercizio dell'intera linea venne assunto dalle Ferrovie dello Stato (FS) che nel 1968, stante il diminuito traffico merci, decisero di sopprimere la trazione elettrica semplificando conseguentemente gli impianti di stazione.
Nel 1940, nell'ambito dell'italianizzazione dei toponimi valdostani, assunse la nuova denominazione di "San Desiderio Terme".
L'impianto riprese la denominazione originaria nel 1946, in seguito al ripristino dei toponimi in lingua francese della Valle d'Aosta.
Nel dopoguerra il traffico merci si presenta sostenuto, soprattutto nei periodi della transumanza quando numerosi capi di bestiame provenienti dalla bassa Valle e dal Canavese venivano scaricati in stazione.
Un progetto del tunnel ferroviario sotto il Colle del Piccolo San Bernardo è stato sviluppato anche tra Pré-Saint-Didier e Bourg-Saint-Maurice, in studi della linea ferroviaria Saint-Pierre-d'Albigny-Bourg-Saint-Maurice, ma non è mai stato realizzato.
Fra il 1991 e il 1992 un'ulteriore semplificazione degli impianti, indotta dall'istituzione del regime di esercizio a spola fra Arvier e Pré-Saint-Didier portò alla soppressione di quasi tutti i binari presenti.
La Regione Valle d'Aosta ha sospeso l'esercizio sulla linea da Aosta a partire dal 24 dicembre 2015 e pertanto la stazione non risulta più ad essere servita da alcun traffico.

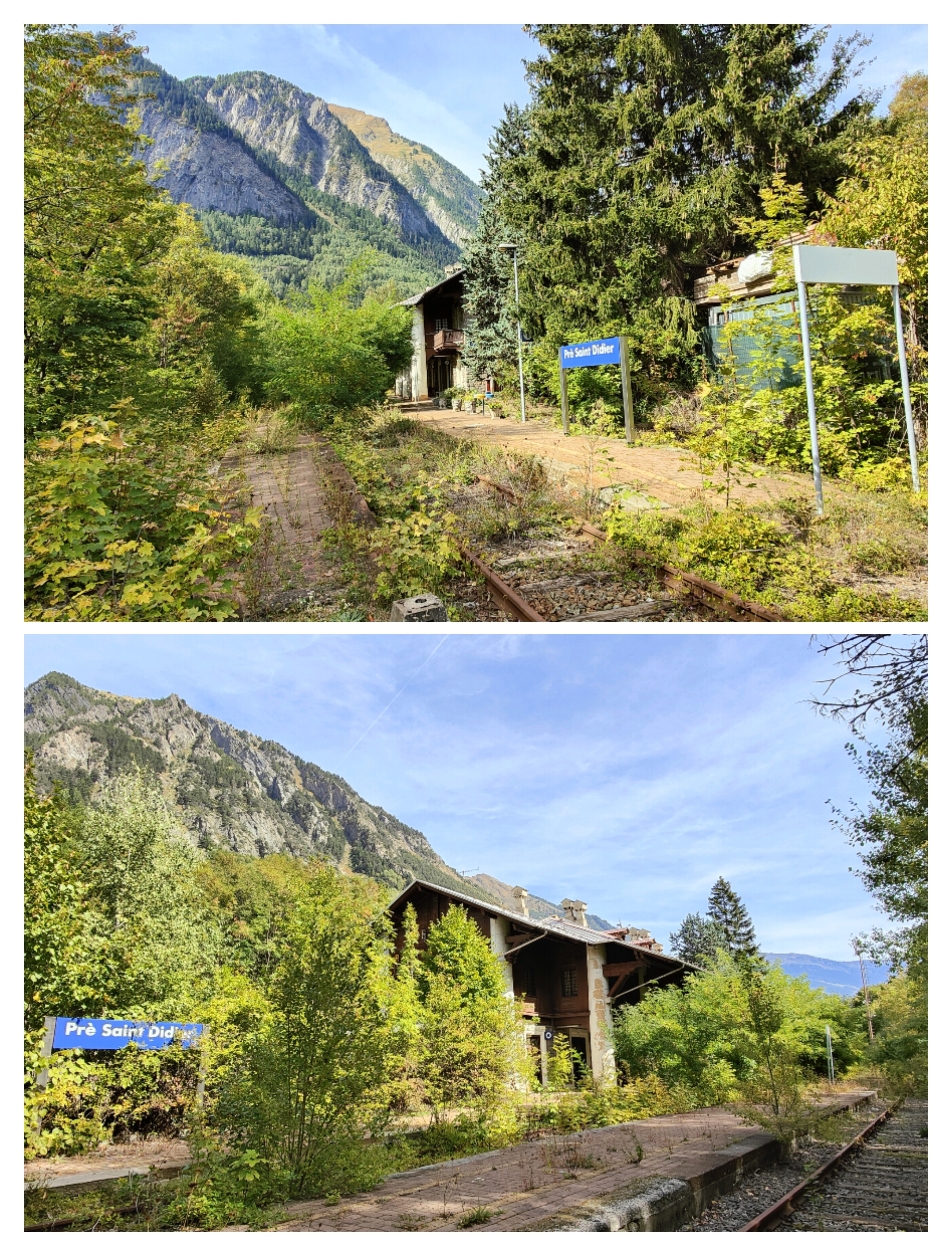
La stazione di Pré-Saint-Didier (settembre 2022).

## Strutture e impianti
La stazione, gestita da Rete Ferroviaria Italiana, è dotata di 2 binari come punto di sosta dei treni della linea a binario unico, che si ricongiungono in fondo alla stazione formando un'asta di manovra. Il traffico è svolto sul primo binario di corretto tracciato.
Lo scalo merci, sorgeva in direzione della stazione di Aosta.

### Architettura
Il fabbricato viaggiatori è una costruzione in legno e pietraviva il cui stile, come quelli degli altri edifici posti lungo la linea, si rifà alla Cascina l'Ôla di Introd, riprendendone materiali e morfemi. Esso si compone su due piani: il primo piano è occupato da privati e in parte dal ristorante mentre il piano terra è riservato ai servizi per i viaggiatori e al ristorante.

## Movimento
La stazione era in ultimo servita da treni regionali di Trenitalia fino al 24 dicembre 2015, giorno in cui la linea è stata sospesa al traffico per decisione della Regione Valle d'Aosta e sostituito da autocorse.

## Servizi
La stazione, classificata da RFI nella categoria "Bronze", dispone di:
- Biglietteria automatica
- Sala d'attesa
- Bar
- Ristorante
- Servizi igienici

## Interscambi
- Fermata autobus